# Chromonephthea minor
Chromonephthea minor är en korallart som beskrevs av van Ofwegen 2005. Chromonephthea minor ingår i släktet Chromonephthea och familjen Nephtheidae. Inga underarter finns listade i Catalogue of Life.